# Tamarix aucheriana
Tamarix aucheriana är en tamariskväxtart som först beskrevs av Joseph Decaisne, och fick sitt nu gällande namn av Bernard René Baum. Tamarix aucheriana ingår i släktet tamarisker, och familjen tamariskväxter. Inga underarter finns listade.